# Greenfield (Iowa)
Greenfield – miasto w Stanach Zjednoczonych, w południowo-zachodniej części stanu Iowa, stolica hrabstwa Adair. W 2000 miasto liczyło 2129 mieszkańców.